# Sándor Olajkár
Sándor Olajkár (Budapest, 3 dicembre 1918 – Budapest, 16 ottobre 1998) è stato un calciatore ungherese.

## Carriera

### Club
Attaccante di scuola ungherese, in quegli anni considerata una delle migliori al mondo, dotato di grande tiro, viene prelevato dal Kispest (ora Honvéd) dall'Atalanta, unitamente al compagno Mihály Kincses.
Tuttavia non riesce a mantenere le aspettative, guadagnandosi nella città bergamasca più la fama di grande bevitore che non di goleador. La stagione successiva passa al Lecco, in Serie C, senza quasi lasciare traccia, facendo rientro in patria a fine stagione.

### Nazionale
Tra il 1941 ed il 1943 ha giocato 5 partite e segnato una rete con la maglia della nazionale ungherese, tutti in incontri amichevoli.

## Palmarès

### Club

#### Competizioni nazionali
- Campionato ungherese: 2

Csepel: 1941-1942, 1942-1943